# Торфяной кокс
Торфяно́й кокс — твёрдый углеродистый остаток термического разложения малозольного торфа верхового типа.

## Виды
Различают по конечной температуре нагревания торфа:
- 550—600 °C (низкотемпературное коксование, полукоксование)
- 700—750 °C (среднетемпературное)
- 900—1100 °C (полное коксование)

## Свойства
- высокая реакционная способность
- малое содержание серы и фосфора

## Применение
- сорбенты
  - активированные угли (в ассенизации, сахарном и винокуренном производствах)
- в кузнечном деле для сварки и поковки металла[2]
- выплавка чугуна в домнах
- ферросплавы
- сырье для агломерации железных руд

## История
В СССР был создан Всесоюзный научно-исследовательский институт торфяной промышленности (ВНИИТП), который вёл разработки различных видов топлив из торфа. Работы по получению торфяного кокса вёл кандидат технических наук Александр Михлин. По его расчётам, из 5,3 тонн торфа можно получить тонну качественного кокса, аналогичного древесному углю.